# Georg Burghardt
Georg Burghardt, auch George Burghardt, geboren als Georg Meyer, (geboren am 20. Januar 1876 in Berlin; verstorben am 21. Februar 1943 ebenda) war ein deutscher Schauspieler und Regisseur bei Bühne und Stummfilm, sowie ein Dramaturg und Bearbeiter von Theaterstücken.

## Tätigkeiten bei Bühne und Film
Der Sohn des Kaufmanns Adolf Meyer und seiner Frau Adelheid, geb. Levin, erhielt von 1896 bis 1898 Schauspielunterricht in seiner Heimatstadt Berlin und trat gleich im Anschluss daran sein erstes Festengagement am Stadttheater von St. Gallen an. Es folgten noch im 19. Jahrhundert Verpflichtungen an die Bühnen von Trier und Cottbus. In den Jahren 1900 bis 1918 gehörte er als George Burghardt dem Schauspielhaus München an. In dieser Zeit wurde er von der Filmproduktionsfirma Emelka auch erstmals vor die Kamera geholt und spielte als Georg Burghardt Hauptrollen sowohl in ernsten, patriotischen Erbauungsstücken (etwa Das Heldenmädchen aus den Vogesen) als auch in Lustspielen (Onkel Tobias als Tugendwächter) und Kriminalgeschichten (zum Beispiel Franz Seitzens Der Herr mit der Dogge). Ab 1918 führte Georg Burghardt auch Filmregie, ohne es dort zu höheren Weihen gebracht zu haben. Mit dem Kostümstoff Louise de Lavallière inszenierte er 1920/21 seine einzige Großproduktion. Zeitgleich gründete er eine eigene kleine Lehranstalt, die so genannte „Dramatische Schule“. In der zweiten Hälfte des Jahres 1920 verließ Burghardt die bayerische Landeshauptstadt wieder und übersiedelte nach Berlin.
Dort sah man den vielseitigen Künstler u. a. am Walhalla-Theater und am Residenz-Theater, zeitgleich machte er sich einen Namen als Dramaturg und Bearbeiter von Schwänken und Volksstücken aus der Feder von Erdmann Graeser (Lemkes sel. Witwe, Die Koblanks und Eisrieke). Auch seine intensive Filmtätigkeit (bis 1922 als Regisseur) setzte Georg Burghardt in der Reichshauptstadt fort, er musste sich nunmehr aber mit kleineren Rollen – Ausnahme: die Hauptrolle in dem Historienspektakel Des Königs Befehl – begnügen. Bis 1926 war er nicht nur als Schauspieler, sondern auch als Regisseur am Theater in der Lützowstraße tätig, spielte 1927/28 erneut am Residenz-Theater und in der darauf folgenden Saison am Wallner-Theater. In der Spielzeit 1929/30 wirkte Georg(e) Burghardt sowohl als Regisseur wie als Schauspieler am Walhalla-Theater, ehe er 1931 für eine Spielzeit als Dramaturg und Schauspieler ans Zentral-Theater wechselte. Nahezu zeitgleich arbeitete er auch für das Neue Theater am Zoo, wo er überdies als Dramaturg zahlreicher Operettenaufführungen bzw. Revuen wie Fräulein Pardon, Sonny Boy und Ich hab mein Herz in Heidelberg verloren eingesetzt wurde. Als Schauspieler fand Burghardt in der Spätphase der Weimarer Republik am Lessing- und am Schiller-Theater Verwendung.

## Isolation ab 1933
Mit der Machtergreifung durch die Nationalsozialisten war der Schauspieler ab 1933 zunehmend isoliert. Georg Burghardt war Protestant, stammte aber aus einer jüdischen Familie und konnte daher keinen Ariernachweis erbringen. In der Folgezeit lebte er von 19 Reichsmark Wohlfahrtsunterstützung im Monat. Ein 1937 verfasster Bittbrief an den NS-nahen Kollegen Eugen Klöpfer, der die Goebbels-Stiftung Künstlerdank verwaltete, wurde von diesem im März 1938 abschlägig beschieden. Zuletzt lebte Burghardt unter ärmlichsten Umständen in der Lindower Straße 17 in Berlin-Wedding. Vermutlich kurz vor einer anstehenden Deportation starb er 1943 im Jüdischen Krankenhaus an den Folgen einer Krebserkrankung.

## Filmografie
als Schauspieler, wenn nicht anders angegeben
- 1914: Das Heldenmädchen aus den Vogesen
- 1917: Onkel Tobias als Tugendwächter
- 1917: Der Herr mit der Dogge
- 1918: Bauernehre (auch Regie)
- 1919: Arbeit
- 1919: Aus den Geheimnissen eines Frauenklosters (auch Regie)
- 1919: Der Würger vom Ulmenried (auch Regie)
- 1920: Wenn Menschen heiße Tränen weinen (Regie)
- 1920/22: Louise de Lavallière – Am Liebeshof des Sonnenkönigs (Regie)
- 1921: Die Sängerin (Regie)
- 1922: Der Fluch der Vergangenheit (Regie)
- 1926: Nixchen
- 1926: Des Königs Befehl
- 1927: Richthofen, der rote Ritter der Luft
- 1927: Die Weber
- 1927: Das tanzende Wien
- 1927: Dr. Bessels Verwandlung
- 1928: Der gefesselte Polo